# ميخائيل إيفانز (لاعب كريكت)
ميخائيل إيفانز (3 مايو 1908 بليستر في المملكة المتحدة - 14 نوفمبر 1974) (بالإنجليزية: Michael Evans)‏ هو لاعب كريكت بريطاني وبريطاني (وحمل سابقاً جنسية المملكة المتحدة لبريطانيا العظمى وأيرلندا). لعب مع نادي مقاطعة ليسترشاير للكريكت ‏.

## وصلات خارجية
- ميخائيل إيفانز على موقع إي آس بي آن كريك إنفو (الإنجليزية)